# John Sylliåsen
John Sylliåsen (1956) è un ex sciatore alpino norvegese.

## Biografia
Specialista dello slalom gigante, Sylliåsen ai Campionati norvegesi vinse il titolo nazionale nel 1976; non prese parte a rassegne olimpiche e non ottenne piazzamenti di rilievo in Coppa del Mondo o ai Campionati mondiali.

## Palmarès

### Campionati norvegesi
- 2 medaglie[senza fonte]:
  - 1 oro (slalom gigante nel 1976)[2]
  - 1 argento (slalom gigante nel 1974)[senza fonte]